# Carsten Bjørnlund
Carsten Bjørnlund (født 28. juni 1973) er en dansk skuespiller, som er uddannet fra Statens Teaterskole i 2002. Herefter fik han sin debut på Mammutteatret i Thomas Vinterbergs teaterversion af klassikeren Festen, mens det folkelige gennembrud kom i rollen som Patrick i tv-serien Forsvar (2003-2004). Siden har han blandt andet medvirket i tv-serier som Ørnen, Anna Pihl, Sommer, Forbrydelsen II, Den som dræber, Rita og Arvingerne.
På film har han gjort sig bemærket i En enkelt til Korsør (2008), ID:A (2011) og Skytten (2013).
Han er forsanger i bandet Rovdrift.

## Baggrund
Carsten Bjørnlund er født på Frederiksberg, men er opvokset i Lundtofte og Helsingør. Han er bosiddende i Valby, hvor han deler sønnerne Bertram og Vilfred med deres mor, skuespilleren Signe Skov, som han er skilt fra.

## Filmografi

### Spillefilm
- Lad de små børn (2004)
- Den rette ånd (2005)
- Comeback (2008)
- En enkelt til Korsør (2008)
- ID:A (2011)
- Labrador (2011)
- Fang Rung (2015)
- QEDA (2017)

### Tv-serier
- Forsvar (2003)
- Ørnen (2004)
- Anna Pihl (2007)
- Album (2008)
- Sommer (2008)
- Pagten (2009)
- Forbrydelsen II (2009)
- Den som dræber (2011)
- Rita (2012)
- Arvingerne (2014)
- Liberty (2018)
- Hvide Sande (2021)
- Barracuda Queens (2023)